# Rayfran Beirão
Rayfran Macedo Barroso (Macapá, 15 de fevereiro de 1980), mais conhecido como Rayfran Beirão, é um político brasileiro. Atualmente é deputado estadual pelo Amapá, filiado ao Solidariedade (SD).  Foi vereador de Macapá  e é bacharel em Direito, pós-graduado em Gerenciamento de Cidades.[carece de fontes?]
É filho de Luiz Beirão, que foi foi vereador e presidente da Câmara Municipal de Laranjal do Jari e prefeito por 3 mandatos de Vitória do Jari, e de Raimunda Beirão, Deputada Estadual pela ALAP por 5 mandatos.
Seu irmão, Roni Beirão, falecido em 2018, foi vereador de Laranjal do Jari.